# Katedrála v Guardě

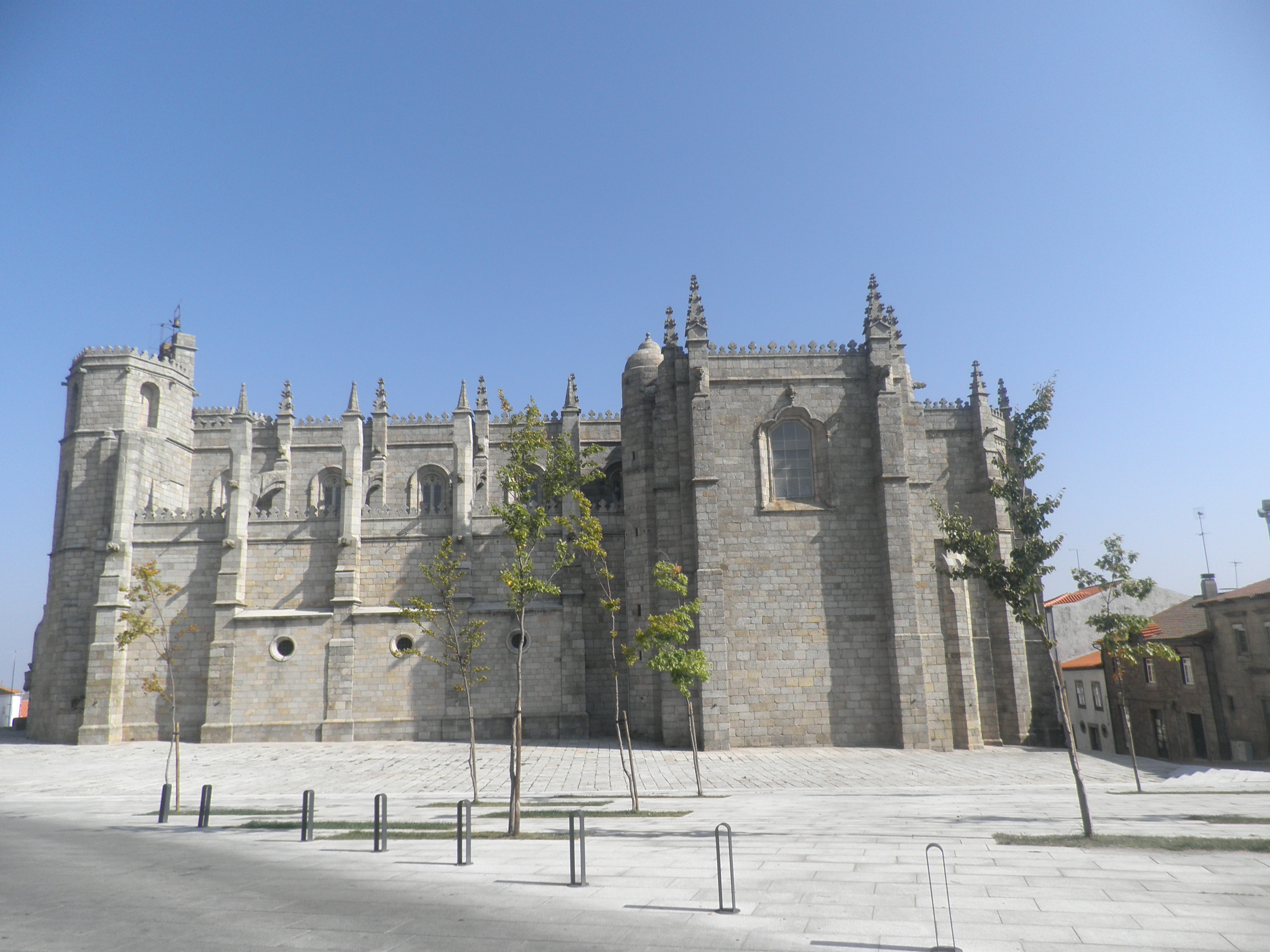
Katedrála v Guardě

Katedrála v Guardě (portugalsky Sé da Guarda) je středověká katedrála v městě Guarda v severovýchodním Portugalsku. Guarda je nejvýše položeným městem v kontinentálním Portugalsku, leží ve výšce 1056 metrů v pohoří Serra da Estrela. 

## Historie
Počátky katedrály se datují do roku 1199, kdy král Sancho I. získal papežské povolení k přesunu biskupství do Guardy. První románský svatostánek byl brzy nahrazen ogotickým, který byl zničen během druhé poloviny 14. století. Dnešní podoba je třetí stavbou katedrály, započatou roku 1390 biskupem Vascem de Lamego za vlády krále Jana I. První fáze stavby byla výrazně ovlivněna podobou kláštera Batalha, který se stavěl v tutéž dobu. Druhé fázi vtiskl svůj nezaměnitelný punc manuelský styl. V pozdějších staletích katedrála získala i nějaké barokní prvky, které byly odstraněny na konci 19. století architektem Rosendem Carvalheirou, aby bylo dosaženo původního goticko-manuelského slohu.